# Ivanovci (Ljig)
Ivanovci (Ljig) (em cirílico: Ивановци) é uma vila da Sérvia localizada no município de Ljig, pertencente ao distrito de Kolubara, na região de Šumadija Kačer. A sua população era de 368 habitantes segundo o censo de 2011.

## Demografia
| 1948 | 1953 | 1961 | 1971 | 1981 | 1991 | 2002 | 2011 |
| ---- | ---- | ---- | ---- | ---- | ---- | ---- | ---- |
| 839  | 981  | 764  | 683  | 626  | 539  | 468  | 368  |